# トリシューラ

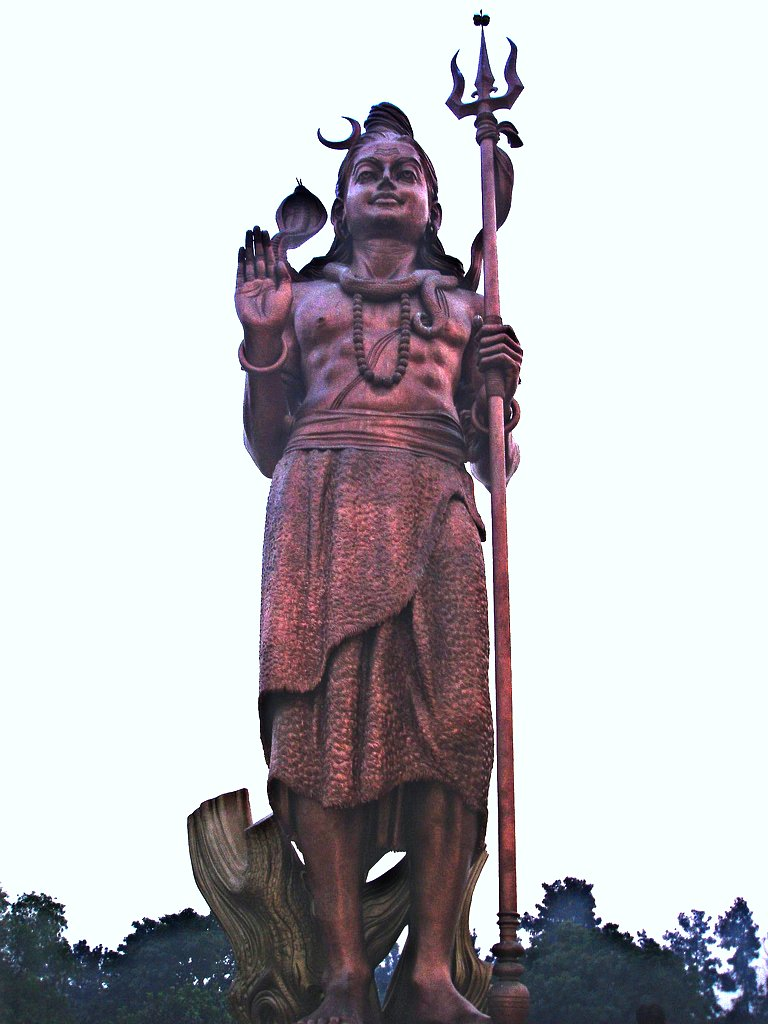
トリシューラを持ったシヴァ像

ネパール軍の国籍識別標

トリシューラ（サンスクリット語: त्रिशूल trishūla）は、ヒンドゥー教の神であるシヴァが片手に持つ先が3つに分かれた槍。三叉槍の一種。
ヒンディー語で「3」を意味する「tri」と「槍」を意味する「sula」が組み合わさった語である。
3つの先端はそれぞれシヴァのシャクティ（力）である、iccha（欲望、愛、意志）、kriya（行動）、jnana（知恵）をあらわす。
なお、一部のゲームではシヴァの三叉戟がピナカまたはピナーカ（Pinaka）と書かれていることがあるがこれは間違いで、ピナーカは弓の名前である。